# Ред-Бьютт (Вайоминг)
Ред-Бьютт (англ. Red Butte, Wyoming) — статистически обособленная местность, расположенная в округе Натрона (штат Вайоминг, США) с населением в 439 человек по статистическим данным переписи 2000 года.

## География
По данным Бюро переписи населения США статистически обособленная местность Ред-Бьютт имеет общую площадь в 1,29 квадратных километров, водных ресурсов в черте населённого пункта не имеется.
Статистически обособленная местность Ред-Бьютт расположена на высоте 1575 метров над уровнем моря.

## Демография
По данным переписи населения 2000 года в Ред-Бьютте проживало 439 человек, 134 семьи, насчитывалось 160 домашних хозяйств и 163 жилых дома. Средняя плотность населения составляла около 363 человек на один квадратный километр. Расовый состав Ред-Бьютта по данным переписи распределился следующим образом: 96,81 % белых, 0,23 % — коренных американцев, 0,46 % — азиатов, 1,82 % — представителей смешанных рас, 0,68 % — других народностей. Испаноговорящие составили 1,82 % от всех жителей статистически обособленной местности.
Из 160 домашних хозяйств в 36,3 % — воспитывали детей в возрасте до 18 лет, 75,6 % представляли собой совместно проживающие супружеские пары, в 3,8 % семей женщины проживали без мужей, 16,3 % не имели семей. 13,1 % от общего числа семей на момент переписи жили самостоятельно, при этом 6,3 % составили одинокие пожилые люди в возрасте 65 лет и старше. Средний размер домашнего хозяйства составил 2,74 человек, а средний размер семьи — 3,01 человек.
Население статистически обособленной местности по возрастному диапазону по данным переписи 2000 года распределилось следующим образом: 26,9 % — жители младше 18 лет, 4,8 % — между 18 и 24 годами, 24,1 % — от 25 до 44 лет, 31,9 % — от 45 до 64 лет и 12,3 % — в возрасте 65 лет и старше. Средний возраст жителей составил 43 года. На каждые 100 женщин в Ред-Бьютте приходилось 111,1 мужчин, при этом на каждые сто женщин 18 лет и старше приходилось 108,4 мужчин также старше 18 лет.
Средний доход на одно домашнее хозяйство в статистически обособленной местности составил 70 350 долларов США, а средний доход на одну семью — 71 500 долларов. При этом мужчины имели средний доход в 36 500 долларов США в год против 32 321 доллар среднегодового дохода у женщин. Доход на душу населения в статистически обособленной местности составил 26 751 доллар в год. Все семьи Ред-Бьютта имели доход, превышающий уровень бедности.